# Anton Globočnik
Anton Globočnik (20. května 1825 Železniki – 2. března 1912 Vídeň) byl rakouský politik slovinské národnosti z Kraňska, na konci 19. století poslanec Říšské rady.

## Biografie
Studoval gymnázium v Lublani, kde ho ovlivnil Luka Jeran. V letech 1844–1848 studoval práva ve Vídni. Zde se pod vlivem slovinských buditelů (Matej Cigale, Peter Kozler) začal veřejně angažovat v slovinském národním hnutí. Byl tajemníkem vídeňského spolku Slovenija. Během revolučního roku 1848 se podílel na kontaktech s českými a chorvatskými národovci. Účastnil se Slovanského sjezdu v Praze. Měl podíl na přijetí slovinské trikolóry. Roku 1848 nastoupil jako praktikant k soudu v Lublani, od roku 1849 byl konceptním praktikantem u soudu v Kranji. V roce 1850 přešel na zemský soud v Lublani. Od roku 1851 byl praktikantem na župním soudu v Osijeku. Od roku 1855 zastával post okresního soudce v Stubici v Chorvatsku. V roce 1857 přešel na místo okresního soudce v Čakovci. V roce 1861 odešel z Chorvatska. V letech 1861–1863 pracoval u zemské vlády v Lublani. V roce 1863 byl jmenován okresním starostou v Postojne, od roku 1867 tam působil coby okresní hejtman. V roce 1885 přesídlil do Lublaně jako vládní rada. Do penze odešel v roce 1890, kdy zároveň získal šlechtický titul.
Byl i poslancem Říšské rady (celostátního parlamentu Předlitavska), kam usedl ve volbách roku 1891 za kurii městskou v Kraňsku, obvod Postojna, Idrija atd. Rezignace byla oznámena na schůzi 15. února 1896. Ve volebním období 1891–1897 se uvádí jako Anton von Globočnik, c. k. vládní rada na penzi, bytem Vídeň. Po nástupu na Říšskou radu zasedal v konzervativním Hohenwartově klubu.
V roce 1900 se přestěhoval do Vídně, ke svému synovi Vladimírovi. Byl publicisticky činný. Psal právní studie.